# Anthaxia elaeagni
Anthaxia elaeagni es una especie de escarabajo del género Anthaxia, familia Buprestidae. Fue descrita científicamente por Richter en 1945.